# James Fox
William «James» Fox (n. Londres; 19 de mayo de 1939) es un actor británico. Es hijo del agente teatral Robin Fox y de la actriz Angela Worthington. Gran parte de su familia, hermanos, cuñados, e incluso sus hijos y nietos, son actores o cineastas. Su hermano mayor (Edward Fox) es también un reconocido actor, con gran trayectoria en el cine teatro y televisión. Es oficial de la Orden del Imperio Británico.

## Biografía
Su primera aparición como actor fue en 1950, en la película The Miniver Story. Otras apariciones en esta época las hizo con el nombre de William Fox. Durante los años 60 se ganó el reconocimiento de la crítica, y obtuvo cierta fama, ya que fue considerado como una estrella emergente. Sus papeles en películas como The Servant (1963), Those Magnificent Men in their Flying Machines (1965), King Rat (1965), Thoroughly Modern Millie (1967), Isadora (1968) y Performance (1970) (en la que actuó junto a Mick Jagger), y su relación con la actriz Sarah Miles, le convirtieron en una personalidad mediática.
Después de trabajar en Performance, y tras la muerte de su padre, dejó su profesión como actor y se hizo predicador evangélico. Durante esa época, la única película en la que intervino fue No Longer Alone (1978), sobre la historia de una mujer suicida que es salvada por su fe cristiana.
Tras casi diez años de ausencia, volvió a la primera plana del cine gradualmente, con el filme A Passage to India (1984).

## Filmografía
- The Miniver Story (1950)
- La soledad del corredor de fondo (The Loneliness of the Long Distance Runner) (1962), de Tony Richardson
- El sirviente (The Servant) (1963)
- King Rat (1965)
- La jauría humana (The Chase) (1966)
- Thoroughly Modern Millie (1967)
- Performance (1970)
- Greystoke, la leyenda de Tarzán, el rey de los monos (1984)
- Pasaje a la India (A Passage to India) (1984)
- Absolute Beginners (1986)
- Who's that Girl? (¿Quién es esa chica?) (1987)
- The Mighty Quinn (1989)
- The Russia House (1990)
- Juego de patriotas (1992)
- A Question of Attribution (1992) (TV)
- Lo que queda del día (1993)
- Heart of Darkness (1994)
- El próximo enemigo (1994)
- The Choir (1995)
- Los Viajes de Gulliver (TV) (1996)
- Ana Karenina (1997)
- Jinnah (1998)
- Mickey ojos azules (1999)
- Up at the Villa (2000)
- Sexy Beast (2000)
- The Golden Bowl (2000)
- The Lost World (TV) (2001)
- Cambridge Spies (2003)
- El príncipe y yo (2004)
- Agatha Christie's Poirot - Death on the Nile (2004)
- Marple: The Body in the Library (2004)
- Colditz (2005)
- Charlie y la fábrica de chocolate (2005)
- Absolute Power - The Nation's Favourite (2005)
- Sherlock Holmes (2009)